# Coupe de la Ligue sénégalaise de football
La Coupe de la Ligue sénégalaise est une compétition de football sénégalais qui rassemble uniquement les clubs professionnels et se joue en matchs à élimination directe sur un format similaire aux coupes nationales classiques. 
Contrairement à la Coupe du Sénégal qui est organisée par la Fédération sénégalaise de football (FSF), la Coupe de la Ligue est quant à elle organisée par la Ligue sénégalaise de football professionnel (LSFP). Tous les clubs membres de la LSFP doivent participer à cette compétition.
La première édition n'est pas parvenue à son terme. Depuis 2013 le vainqueur joue le Trophée des champions contre le champion du Championnat du Sénégal de football
La Coupe de la Ligue sénégalaise de football est la seule compétition du Sénégal a n’avoir jamais été remporté par le Jaraaf, l’équipe la plus titrée du pays.

## Finales
| Année | Vainqueur                                                   | Résultat                                                    | Finaliste                                                   |
| ----- | ----------------------------------------------------------- | ----------------------------------------------------------- | ----------------------------------------------------------- |
| 2009  | AS Douanes                                                  | Sur tapis vert                                              | Casa Sports                                                 |
| 2010  | Casa Sports                                                 | 2-1ap                                                       | ASC Jaraaf                                                  |
| 2011  | AS Pikine                                                   | 2-1                                                         | ASC Yakaar                                                  |
| 2012  | ASC Niarry Tally                                            | 1-0                                                         | AS Pikine                                                   |
| 2013  | Casa Sports                                                 | 0-0ap (3-1)tab                                              | US Gorée                                                    |
| 2014  | Guédiawaye FC                                               | 1-0                                                         | Diambars FC                                                 |
| 2015  | AS Douanes                                                  | 3-1                                                         | AS Dakar Sacré-Cœur                                         |
| 2016  | Diambars FC                                                 | 3-2ap                                                       | AS Dakar Sacré-Cœur                                         |
| 2017  | Stade de Mbour                                              | sur tapis vert                                              | US Ouakam                                                   |
| 2018  | Annulée                                                     | Annulée                                                     | Annulée                                                     |
| 2019  | Diambars FC                                                 | 2-1                                                         | Génération Foot                                             |
| 2020  | Compétition abandonnée en raison de la pandémie de Covid-19 | Compétition abandonnée en raison de la pandémie de Covid-19 | Compétition abandonnée en raison de la pandémie de Covid-19 |
| 2021  | Compétition annulée en raison de la pandémie de Covid-19.   | Compétition annulée en raison de la pandémie de Covid-19.   | Compétition annulée en raison de la pandémie de Covid-19.   |
| 2022  | Non tenue                                                   | Non tenue                                                   | Non tenue                                                   |
| 2023  | Teungueth FC                                                | 0-0ap (3-0)tab                                              | Stade de Mbour                                              |
| 2024  | Compétition abandonnée en raison de Manifestations          | Compétition abandonnée en raison de Manifestations          | Compétition abandonnée en raison de Manifestations          |
| 2025  | Wally Daan FC                                               | 0-0ap (4-2)tab                                              | AS Pikine                                                   |

## Palmarès
| Rang | Clubs               | Titres (éditions) | Finales perdues (éditions) |
| ---- | ------------------- | ----------------- | -------------------------- |
| 1    | Diambars FC         | 2 (2016, 2019)    | 1 (2014)                   |
| 1    | Casa Sport          | 2 (2010, 2013)    | 1 (2009)                   |
| 3    | AS Douanes          | 2 (2009, 2015)    | 0                          |
| 4    | AS Pikine           | 1 (2011)          | 2 (2012, 2025)             |
| 5    | Stade de Mbour      | 1 (2017)          | 1 (2023)                   |
| 6    | ASC Niary Tally     | 1 (2012)          | 0                          |
| 7    | Guédiawaye FC       | 1 (2014)          | 0                          |
| 9    | Teungueth FC        | 1 (2023)          | 0                          |
| 10   | Wally Daan FC       | 1 (2025)          | 0                          |
| 11   | AS Dakar Sacré-Cœur | 0                 | 2 (2015, 2016)             |
| 12   | ASC Jaraaf          | 0                 | 1 (2010)                   |
| 13   | ASC Yakaar          | 0                 | 1 (2011)                   |
| 14   | US Gorée            | 0                 | 1 (2013)                   |
| 15   | US Ouakam           | 0                 | 1 (2017)                   |
| 16   | Génération Foot     | 0                 | 1 (2019)                   |